# 蟬祭りの島
『蟬祭りの島』（せみまつりのしま）は、2000年公開の日本映画。
木下恵介監督、高峰秀子主演の『カルメン故郷に帰る』を下敷きにし、福岡県の能古島に実際に伝わる死んだ蝉がお盆になると帰ってくるという伝承からヒントを得た物語になっている。名バイプレーヤーとして活躍する土屋久美子の稀有な主演作。

## 出演
- 土屋久美子
- 吉村実子
- 竹中直人
- 北村一輝
- 桑野信義
- 嶋大輔
- もちづきる美
- 岡崎友紀

## あらすじ
ヒロインはストリッパー。恋人が交通事故死したのをきっかけに、夫の故郷の島、能古島に縁者を頼って帰る。そこで、瓜二つの容貌の人気作家と間違えられ、歓待される。事態は思わぬ方向に……。

## スタッフ
- 監督：横山浩幸
- 脚本：高橋美幸
- 音楽：安川午朗
- 主題歌：小島麻由美「ろくでなし」
- 撮影：柳田裕男
- 編集：菅野善雄
- 製作：ジャパン・アート、アーバンタイムス、セゾン・コーポレーション
- 配給：アルゴ・ピクチャーズ